# 卡斯蒂爾 (紐約州村)
卡斯蒂爾（英語：Castile）是位於美國紐約州懷俄明縣的村。

## 人口
根據2020年美國人口普查的數據，卡斯蒂爾的面積為3.51平方千米，皆為陸地。當地共有人口970人，而人口密度為每平方千米276人。